# Blechnum microphyllum
Blechnum microphyllum är en kambräkenväxtart som först beskrevs av Goldm., och fick sitt nu gällande namn av Conrad Vernon Morton. Blechnum microphyllum ingår i släktet Blechnum och familjen Blechnaceae. Inga underarter finns listade.

## Bildgalleri

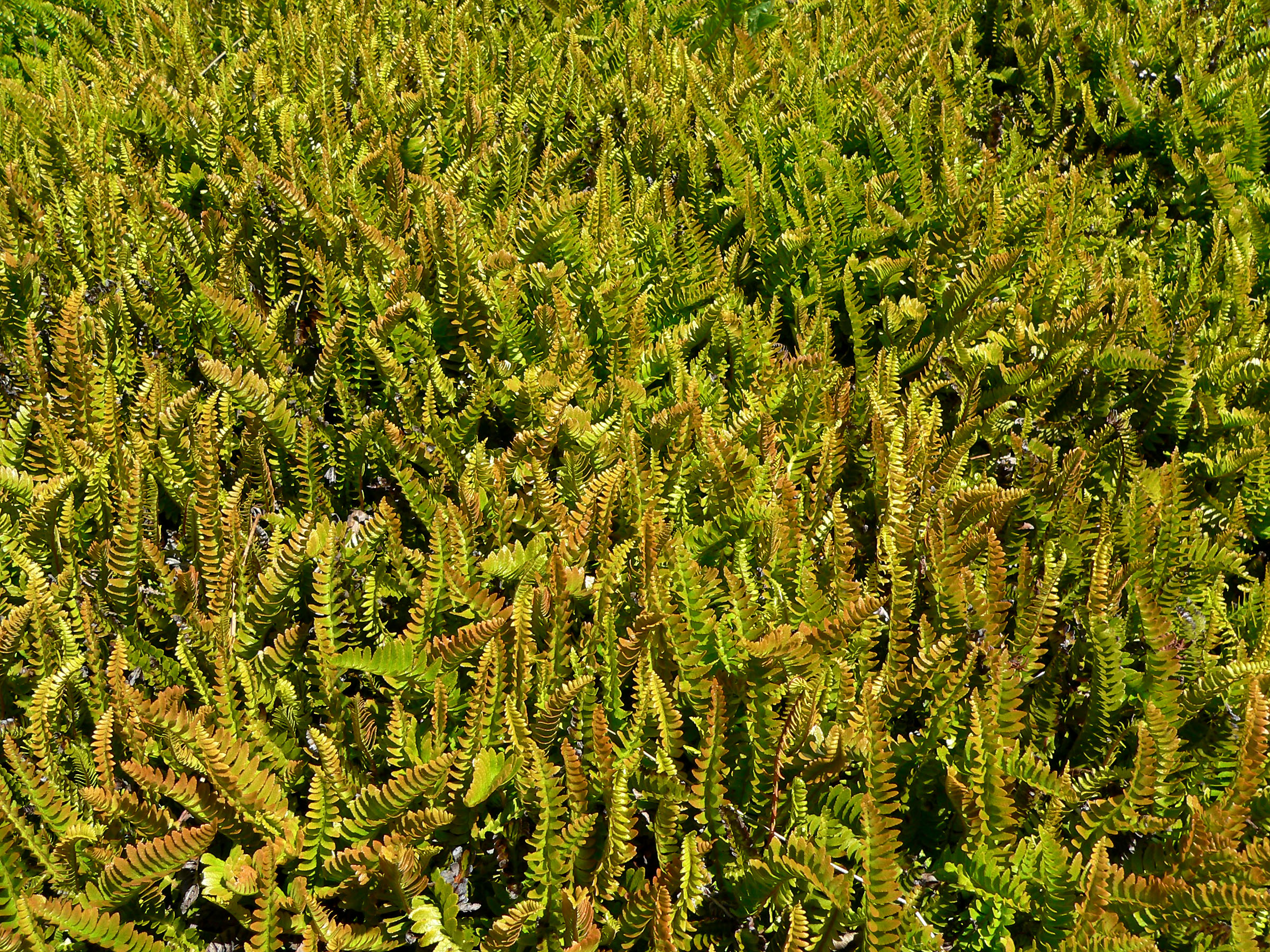
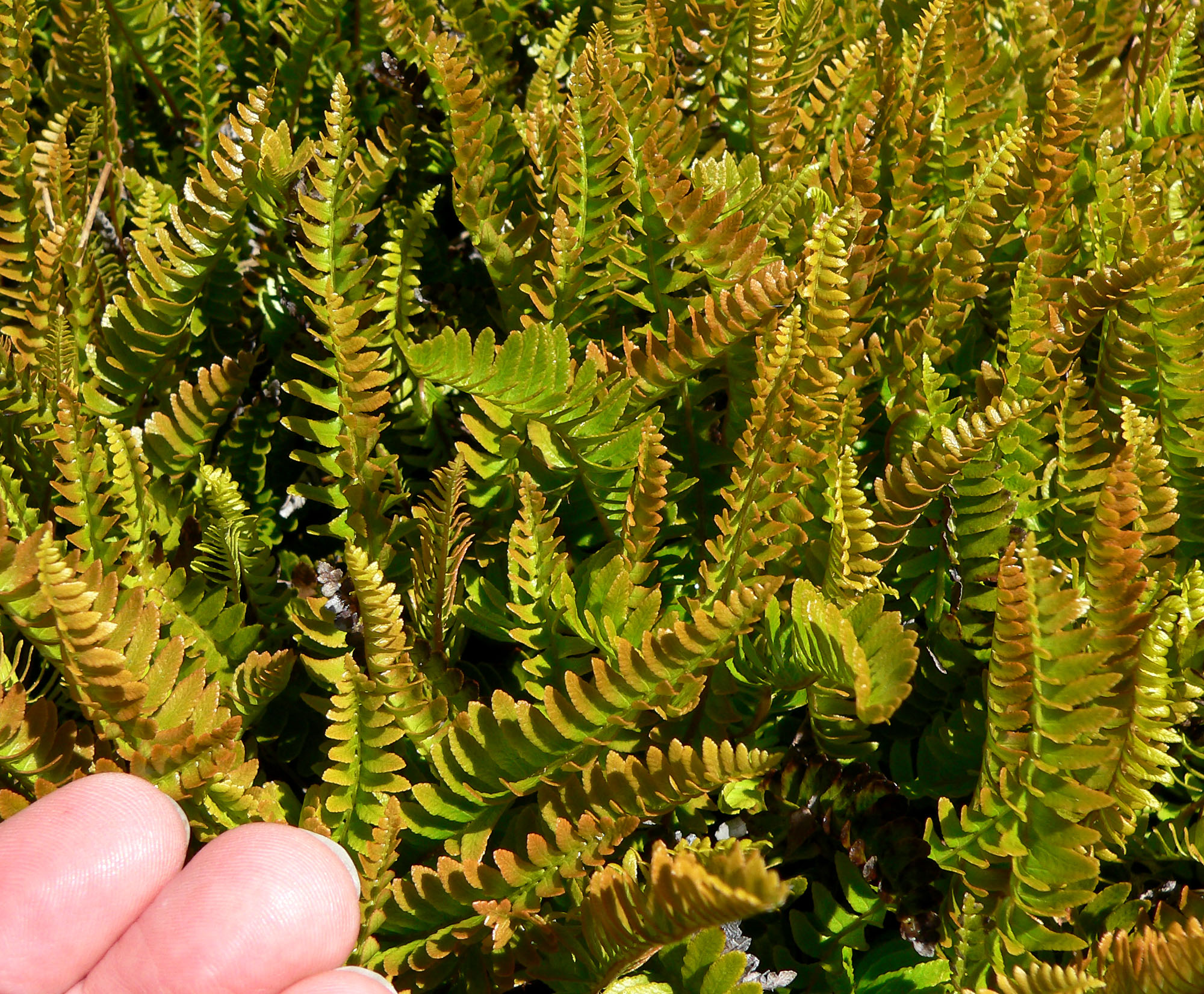
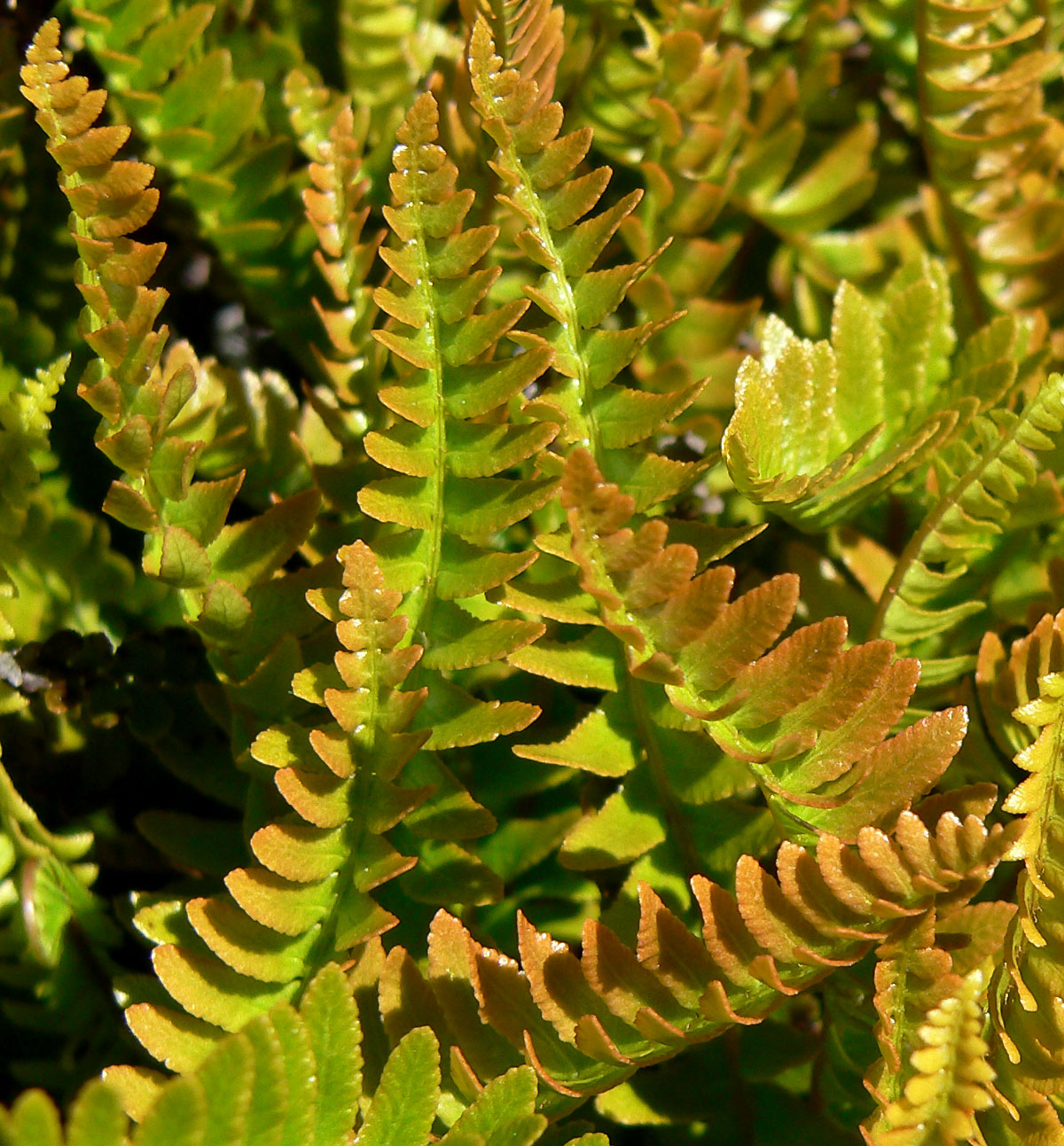